# Zentraler Omnibusbahnhof Lübbecke
Der Zentrale Omnibusbahnhof Lübbecke (kurz: ZOB Lübbecke) ist der Busbahnhof in der Nordrhein-Westfälischen Stadt
Lübbecke im Kreis Minden-Lübbecke. In zwei Bauabschnitten im Juni und Juli 2021 wurde der Zentrale Omnibusbahnhof an seinen neuen Standort direkt auf dem Niederwall verlegt, die neue Bauform entspricht dabei mehreren Bushaltebuchten die von beiden Straßenseiten, nördlich und südlich, aus angefahren werden.
Der ZOB am alten Standort, zwischen Papendiek und Niederwall, musste abgerissen werden, da dort Parkflächen für ein neues Einkaufszentrum entstanden.
Der ZOB gilt als Knotenpunkt für Buslinien aus den umliegenden Städten.

## Geschichte
Nachdem der alte Zentrale Omnibusbahnhof für umfangreiche Erneuerungen abgerissen wurde, fanden von September 2011 bis Juli 2012 Bauarbeiten statt, bei denen der Omnibusbahnhof am selben Standort neu aufgebaut wurde. Es wurden unter anderem die Bussteige neu gebaut und vergrößert, es wurden mehrere neue Sitzmöglichkeiten und neue größere Wartehäuschen für die Fahrgäste aufgebaut. Der Omnibusbahnhof wurde für die heutige Zeit komplett barrierefreie aufgebaut. Die Fahrradstellplätze am Busbahnhof wurden ebenfalls erneuert und vergrößert. Nachdem diese Bauarbeiten abgeschlossen waren, wurde der ZOB im Juni 2012 wiedereröffnet.
Im Januar 2021 begannen trotz großer Kritik aus der Bevölkerung, und Gründung der Bürgerinitiative "pro ZOB" die gegen die Verlegung des ZOB, die Bauarbeiten für einen neuen Zentralen Omnibusbahnhof an einem neuen Standort in unmittelbarer Nähe des alten Standortes. Am alten Standort der beiden vorherigen Omnibusbahnhöfe wurde ein Parkplatz für das neue Lübbecker Einkaufszentrum Westertor angelegt. Der neue Omnibusbahnhof wird direkt auf der Straße liegend über mehrere Busbuchten an beiden Straßenseiten aus zwei Richtungen bedient, beide Seiten werden über zwei Verkehrsinseln mit Zebrastreifen verbunden, er wurde der heutigen Zeit komplett barrierefrei aufgebaut.
Der neue Zentrale Omnibusbahnhof wurde in zwei Abschnitten am 28. Juni und am 19. Juli 2021 freigegeben.

## Lage
Der Lübbecker Busbahnhof liegt zentral in der Innenstadt, nahe der Fußgängerzone Lange Straße, auf dem Niederwall.

## Bedienung
Die MKB-Mühlenkreisbus GmbH und die OVG Bünde bedienen den ZOB mit modernen Niederflurbussen und Low-Entry-Bussen. Andere Busunternehmen, welche für die MKB im Auftrag fahren, setzen ebenfalls größtenteils auf Niederflurbusse.
Auf den Verbindungen von Preußisch Oldendorf und Minden nach Lübbecke fahren regelmäßig Busse direkt über Lübbecke von ZOB Minden nach Preußisch Oldendorf Stadtzentrum. Auch auf der Verbindung nach Schnathorst fahren Busse der Linie 614 direkt von Lübbecke nach Bad Oeynhausen.
| Linie | Linienverlauf                                                               | Takt   | Betreiber          | Bussteig |
| ----- | --------------------------------------------------------------------------- | ------ | ------------------ | -------- |
| 512   | ZOB Lübbecke – Nettelstedt – Hille – ZOB Minden                             | 60 min | MKB-Mühlenkreisbus | 6        |
| 513   | ZOB Lübbecke – Nettelstedt – ZOB Minden                                     | 60 min | MKB-Mühlenkreisbus | 6        |
| 514   | Stadtverkehr Lübbecke                                                       | 60 min | MKB-Mühlenkreisbus | 3        |
| 542   | ZOB Lübbecke – Oberbauerschaft – Dünnerholz – Bünde                         | 60 min | OVG Bünde          | 8        |
| 591   | ZOB Lübbecke – Espelkamp – Bahnhof Rahden                                   | 90 min | MKB-Mühlenkreisbus | 1        |
| 604   | ZOB Lübbecke – Hüllhorst – Tengern – Schnathorst                            | 60 min | MKB-Mühlenkreisbus | 7        |
| 621   | ZOB Lübbecke – Alswede – Levern – Wehdem – Lemförde Bahnhof                 | 60 min | MKB-Mühlenkreisbus | 2        |
| 626   | ZOB Lübbecke – Blasheim – Bad Holzhausen – Preußisch Oldendorf Stadtzentrum | 30 min | MKB-Mühlenkreisbus | 4        |
| 630   | ZOB Lübbecke – Gestringen – ZOB Espelkamp                                   | 60 min | MKB-Mühlenkreisbus | 5        |